# Élisabeth Terroux
Élisabeth Terroux, née à Genève le 25 juillet 1759 et morte dans la même ville en 1822, est une peintre sur émail et miniaturiste suisse.

## Biographie et parcours professionnel
Fille de l'horloger genevois et homme politique Abraham Terroux, Élisabeth Terroux étudie la peinture sur émail dans sa ville natale et devient l'élève de Jean-François Favre, associé en 1775 à Jacques Thouron, tous deux peintres sur émail et miniaturistes accomplis. Étienne Falconet, sculpteur et écrivain d'art, la remarque alors qu'elle a 21 ans. Elle fait partie de ce qui est alors appelé la Fabrique de Genève.
Élisabeth Terroux est remarquée en 1789 quand elle présente deux miniatures en émail au Salon de la Société des arts de Genève.
Elle assure avec Jeanne Henriette Rath, Louise-Françoise Mussard et Jeanne-Pernette Schenker-Massot (sœur du peintre Firmin Massot et épouse du graveur Nicolas Schenker) la surveillance de l'Académie de jeunes filles  de la Société des arts de Genève. Ses peintures remportant du succès en Russie, elle s'installe à Saint-Petersbourg,, à l'époque où Catherine II attire les artistes de toute l'Europe.

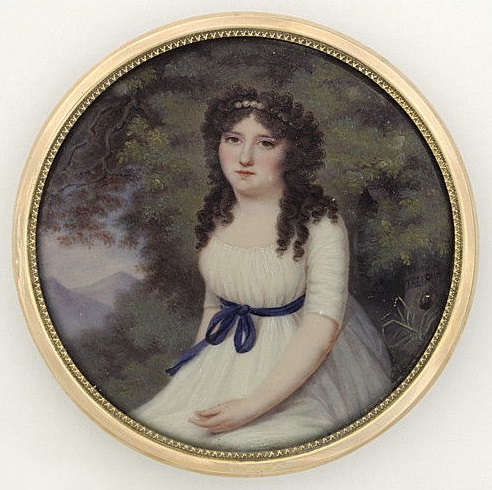
Portrait de jeune femme assise, miniature, musée du Louvre

Trois de ses œuvres, Portrait d'homme âgé, en buste, Portrait présumé de Mary Cosway assise dans un fauteuil ainsi que Portrait de jeune femme assise, à mi-corps se trouvent au musée du Louvre à Paris au fonds des dessins et miniatures. Le musée Patek présente dans sa collection miniatures quelques-unes des œuvres.  La Collection de miniatures Tansey possède deux œuvres au Bomann-Museum à Celle,. Le Musée Briner et Kern à Winterthour et le Musée d'art et d'histoire de Genève conservent également ses œuvres. Elle fait partie de l'école suisse, selon la dénomination du Louvre.
Léo R. Schidlof, se réfère à elle comme l'une des meilleures peintres miniaturistes. Jean Sennebier la cite en 1786 dans son Histoire littéraire de Genève en ces termes :

« Terroux (Elisabeth) fille d'Abraham, née à Genève en 1759. Un goût décidé pour la peinture, un travail assidu ont fait de Mlle Terroux un bon peintre en émail. M.Falconnet, dans ses œuvres, Tome IV page 280 dit que ses dernières productions montraient un talent décidé qui s'acheminoit vers la perfection. J'ajouterais qu'elle a fait de grands pas pour l'atteindre. »

En 1805 Élisabeth Terroux épouse David Benjamin Bourgeois et se retire définitivement de la vie artistique.

## Expositions
- Genève : Salon de la Société des arts, 1789
- Paris : Exposition universelle, 1878[17]
- Genève : Exposition nationale suisse, 1896[16]
- Genève : Palais Eynard, 1903[18]
- Paris : Musée Galliera, 1923 (Exposition de la verrerie et de l'émaillerie modernes)[19]
- Paris : Hôtel des négociants en objets d'art, tableaux & curiosités, 1926 (Femmes peintres du XVIIIe siècle)
- Genève : Musée d'art et d'histoire de Genève, 1942 (Genève à travers les âges)
- Genève : Musée d'art et d'histoire de Genève, 1956 (Chefs-d'œuvre de la miniature et de la gouache)
- Paris : Musée du Louvre, Cabinet des dessins, 1956-1957[20]
- Londres : Garrad's, 1961 (An exhibition of important 18th century & early 19th century miniatures and enamels)
- Vienne : Albertina (musée), 1965 (Meisterwerke der europäischen Miniaturmalerei von 1750 bis 1850)
- Lausanne : Musée historique de Lausanne, 1999 (100 ans de miniatures suisses, 1780-1880)

## Sources
- Notices d'autorité :   - VIAF
  - GND
- Article Elisabeth Terroux du SIKART en ligne
- Thomas Freivogel, article Elisabeth Terroux dans le Dictionnaire historique de la Suisse en ligne, version du 19 février 2014